# 鳥城駅
鳥城駅（チョソンえき）は大韓民国全羅南道宝城郡にある、韓国鉄道公社（KORAIL）慶全線の駅である。

## 駅構造
- 島式ホーム1面2線の地上駅。

## 歴史
- 1930年12月25日：鳥城里駅として営業開始[1]。
- 1988年5月21日：鳥城駅に改称[2]。

## 隣の駅
韓国鉄道公社
慶全線
筏橋駅 - 鳥城駅 - 礼堂駅